# Balbisia meyeniana
Balbisia meyeniana es un género de plantas con flores  descrita por primera vez por Kenneth Lee Knight. Balbisia gracilis pertenece al género Balbisia, y a la familia Vivianiaceae.Se encuentra distribuido por Argentina, Perú y Bolivia, especialmente documentada en el Departamento de Tarija y San Salvador de Jujuy.